# Thereva grisescens
Thereva grisescens är en tvåvingeart som beskrevs av Becker 1922. Thereva grisescens ingår i släktet Thereva och familjen stilettflugor. Inga underarter finns listade i Catalogue of Life.